# Colonsay (Saskatchewan)
Pour les articles homonymes, voir Colonsay (homonymie).
Colonsay est une communauté située dans la province de la Saskatchewan, dans le centre-sud.